# Елховка (приток Нужны)
Елховка — река в России, протекает в Шарьинском районе Костромской области. Устье реки находится в 46 км по левому берегу реки Нужна. Длина реки составляет 10 км.
Исток реки находится около деревни Аристиха в 33 км к юго-востоку от Шарьи. Течёт на юго-запад, населённых пунктов кроме нежилой деревни Шишикино на реке нет. Впадает в Нужну северо-восточнее деревни Лычиха.

## Данные водного реестра
По данным государственного водного реестра России относится к Верхневолжскому бассейновому округу, водохозяйственный участок реки — Ветлуга от города Ветлуга и до устья, речной подбассейн реки — Волга от впадения Оки до Куйбышевского водохранилища (без бассейна Суры). Речной бассейн реки — (Верхняя) Волга до Куйбышевского водохранилища (без бассейна Оки).
Код объекта в государственном водном реестре — 08010400212110000042550.